# アルバート・マルティネス
アルバート・リベラ・マルティネス （Albert Rivera Martinez、1961年4月19日 - ）はフィリピン人の俳優。